# 法利赛人
法利賽人（Φαρισαῖος；Pharisees），又譯法利塞人、发利些人，是第二聖殿时期（前536年–70年）的一个政党、社会运动和犹太人中间的思想流派。法利赛人是当时犹太教的四大派别之一，另外三大派别为撒都该人、艾賽尼派和奮銳黨。
「法利賽」這個名詞源於希伯來語的（prushim；字根： parush），意思是「分离」，指一些為保持純潔而與俗世保持距離的人，與撒都該人追求俗世的權力及物慾相對。法利賽人大約在猶太人被擄到巴比倫的時候就已出現；到第二圣殿被毁以后，法利赛教派重新建立為拉比猶太教── 並成為了日後傳統猶太教的典範、今日猶太教所有教派的根本。在某程度上，強調「以《聖經》為根本」的迦來特派亦是建基於法利賽教派的思想之上。
法利赛与撒都该教派之争在犹太历史上时间长久，从新巴比倫帝國流放开始，到罗马共和国征服上爆发。其中一个因素是阶级，就是贫富分化。撒都该代表了祭司和贵族。另一个是文化，即同意与反对希腊化。第三个是犹太宗教，即强调第二圣殿、祭祀仪式与服务，相对于强调摩西的其它律法和先知预见。第四个冲突，特别是在宗教上对于律法书的解释，及其如何影响日常生活的应用。撒都该只接受成文律法，反对口传律法及复活。法利赛人約瑟夫斯（公元37-100年）认为相对于撒都该精英来说，法利赛人得到民众的普遍支持。法利赛人认为他们是先知与摩西律法解释的权威，而撒都该人代表的是祭司权威，以及所罗门时期大祭司撒都（有争议，见撒都该）所遗传的特权。約瑟夫斯的说法“普通人”强调将犹太人分离出来，将他们作为礼拜的独立人群。《新约》也常谈到犹太身份在族群中的独立于独特。在《腓立比书信》中，大数的保罗虽然宣称在国外犹太人的礼拜仪式有所改变，但是仍然将自己定义为“犹太的”或“希伯来”，“作为犹太人，第八天受到割礼，便雅悯支派，希伯来中的希伯来人；就律法而言，我是法利赛人”但是大数的保罗与犹太教地位之争仍然存在。在公元70年第二圣殿被毁后，法利赛信条成为拉比犹太教的礼拜与仪式的基础，并最终成为传统正宗犹太教中各种形式派系的来源， 圣经派迦来特犹太教除外。在犹太历史与经文之外，法利赛主要被《新约》引述为与施洗约翰与耶稣产生冲突。《新约》中大数的扫罗也是个法利赛人。早期基督教与法利赛并非十分敌视，比如迦瑪列就被称为同情基督徒的法利赛领袖。基督教文化也广泛传播对法利赛的认识。

## 與其他教派的關係
法利赛人和拉比犹太教（就以《塔木德》作為例證）之间的关系非常紧密，许多人对这两者不加区分。然而，隨着猶大王國的政治及社會環境的轉變，法利賽人的社會地位及信仰亦隨着時間而改變。第一个在历史上幸存的关于法利赛记载是犹太 — 罗马历史学家弗拉維奧·約瑟夫斯（公元37-100年），期间描述了犹太人在公元第1世纪时分裂为了“四大学派”，或“四党”。其他的学派是由持异议的祭祀组成的艾塞尼党，他们基本上对政治冷淡，反对来自塞硫古任命的或哈希芒大祭司的合法性。撒都该党，即法利赛人的死对头。“第四派”可能是反对罗马的革命力量，如斯卡利和奋锐党。其它派别也在此时出现，如耶路撒冷的早期基督教和埃及的瑟拉普提亚。
《马加伯下》（天主教版《圣经》正典）集中描写了犹太人反抗塞硫古国王安太阿卡斯四世爱普法尼斯，并以英雄犹达斯·马加比在公元前161年击败将军尼卡诺结束。它可能是由法利赛人，或是同情法利赛人的作者写的，因为书中包涵了一些神学创新：劝人为逝者祷告、审判日、圣贤祈求、和殉道者的英烈。《密西拿》是法利赛律法的官方审定版，有犹大·哈纳斯在公元200年编订。在公元70年圣殿被摧毁后，很多权威用《密西拿》来指导生活。这标志着法利赛向拉比犹太教（今日犹太教的经典）的转变。

## 背景
尽管法利赛人在哈斯蒙尼王朝以前並未出現，但與撒都該人一般，他們的起源都可以追遡至第一聖殿時期的宗教學院派系。古代以色列的宗教，如同其他古代近東地區社會一樣，都是以當地的宗教場所為中心，並由祭司打理、以及向他們的神獻祭。猶太教的祭司都聲稱是利未支派的亚伦的後人（參看亞倫子孫），被神選用。
在古代以色列，如同大部分古代近东社会，祭司的身份與王室有密切的關連。根据摩西五經的記載，經過士師统治时期及非建制的政治威權統治之後，以色列的子民向神要求要有一位王。撒母耳膏立了便雅憫支派的掃羅；其後再膏立猶大支派的大卫，並建立以大衛的王室家族。
第一圣殿在公元前950年代的興建、所羅門王的被膏立，祭司的宗教權威得到集中化和建制化。前586年，圣殿和君主都被新巴比伦帝國摧毁和殺害，大部分犹太人被流放。公元前587年耶路撒冷城被攻陷，圣殿被毁，巴比伦王尼布甲尼撒二世于公元前597年将古犹大国的犹太人流放，导致了犹太文化与宗教的巨变。在流放巴比伦的70年中，犹太议会（希伯来文beit knesset 或希腊文synagogue) 和教堂（希伯来文Beit Tefilah; 希腊文προσευχαί, proseuchai)成为祷告聚集的主要场所，经院则是教堂(beit midrash) 的互补。公元前539年，波斯第一帝國攻滅新巴比伦帝國，公元前537年波斯國王居鲁士大帝允许犹太人返回犹大重建圣殿。但他并不同意重建犹大王朝，这使得犹大祭司成为实际统治者。失去了王朝的掌控，圣殿在世俗生活中的权威大大扩充。这就是撒都该党成为祭祀团与社会精英的背景。然而，完工于公元前515年的第二圣殿是在外国势力的怀疑下建成的，它的合法性一直受到质疑。这段时间出现了许多派别和“学派”，每个都声称自己为独一的“犹太教”代表，反对社会交流，特别是禁止不同派系间的婚姻。这段时期，最高议会整理并完成了经典《犹太圣经》。在从巴比伦后，律法书会在赶集日上被公开宣读。
圣殿不再是犹太宗教生活的唯一场所。在文士以斯拉重建第二圣殿时，经院和教堂成为犹太宗教生活的第二个重要场所。在犹大之外，教堂常常被称为祷告院。绝大多数犹太人不会去参加圣殿礼拜，但是他们可以到教堂去参加早、中、晚的祷告。教堂会在周一、四和安息日宣读律法书，继承以斯拉所设立的传统。虽然祭祀掌控着圣殿的仪式，文士和贤人，后被称为“拉比”（希伯来：“我的师父”），在律法研习上占优。这些贤人更认同先知，并保持着口传文化。他们相信这些口传和摩西律法一样出自西奈山。法利赛党由此成为新的权威。
犹太历史的希律时期从馬其頓帝國的亚历山大大帝于公元前332年征服波斯开始。犹太人面临着新的政治与文化困难，祭祀与贤人之间的矛盾在这一时期显现。在亚历山大去世的公元前323年，亞歷山大死後他的帝國分裂，犹大被埃及--希腊的托勒密埃及控制，直到公元前198年，叙利亚-希腊的塞琉古帝国的安條克三世接管。公元前167年，塞琉古国王安條克四世入侵犹大，进入圣殿，夺走了其中的财务和圣物。他设置了一个强迫希腊化的法案，要求犹太人放弃他们的律法和习俗，导致马加比暴乱。耶路撒冷在公元前165年独立，恢复圣殿。公元前141年，祭祀团与其它团体确认西门·马加比为祭司长与领袖，开始了哈斯蒙尼王朝。

## 第二圣殿时期

### 波斯时期
在击败塞琉古军队后，犹大·马加比的侄子约翰·赫坎纳斯与公元前152年建立了一个新祭司型哈斯蒙尼王朝 -- 使得祭司成为政治和宗教的权威。虽然哈斯蒙尼王朝是抗击塞琉古统治的英雄，但是他们缺乏自第一圣殿时期大卫王朝后裔们所拥有的合法性。
法利赛党（“分裂主义”）的出现主要是文士和贤人们对以斯拉时代的倡导所致。他们的名字来源于希伯来语和亚拉姆语parush或parushi，意思是“分开的人”。这可能是指与外邦人，仪式上的不洁或不信教的犹太人相分离的缘故。法利赛人相对于其它犹太教派来说活跃于公元前二世纪中叶，直到公元70年圣殿被毁。約瑟夫斯第一提到他们与乔纳森有关系，后者是犹大·玛加比的继承人。
在圣殿被毁之前，法利赛人区分于其它派别的其中一个因素是他们相信所有犹太人都在圣殿之外必须遵守律法的圣洁（该律法适用于圣殿内运作）。然而，法利赛人最主要的区别在于当面临被同化之际，他们继续坚持犹太法律与传统。正如約瑟夫斯所指出的，法利赛人被认为是最精确的犹太法律专家和解释者。
法利赛人在公元1世纪时是犹太四大（至少）宗教派系中的一个。他们也是继承虔诚派信徒中的一个团体，前者是在塞琉古国王安太阿卡斯·伊皮法尼斯（公元前175-163年在位）时形成的一个反希腊化的犹太运动团体。法利赛的社会地位和信仰岁时间变化而变化，正如其角色、重要性、意义随着犹大国政治和社会条件的变化而变化。
在此期间没有任何一个派系占据统治地位，绝大多数的犹太人并不加入派系之争。約瑟夫斯指出法利赛人获得群众的支持和赞扬，这同与统治阶级密切相连的撒都该精英形成截然反差。
基本上，撒都该人是保守的贵族王室，而法利赛则是折衷的、受拥护的、更加民主的。法利赛的地位在如下论断中更为凸显“一个学过的杂种比昏庸的大祭司更能。” （法利赛对mamzer的定义是不合法婚姻所生的弃儿，如通奸或乱伦。该词被错误的翻译为“不合法”。）
撒都该人拒绝法利赛的口头律法，并根据经文字面理解自创了新的解释。从犹太观点来看，他们在个人生活中通常意味着过于严谨的生活方式，因为他们废弃了口头传统，而法利赛人是懂得律法的。对这种不同律法解释的例子如“以眼还眼”。法利赛人的理解是，当事人应当支付等同于一只眼睛的价值。撒都该人则更专注于字面解释，就是把犯人的眼睛挖掉。从法利赛人的角度来看，撒都该人希望改变犹太人对律法的理解。
《塔木德》贤人认为他们自己与和法利赛人有直接联系。历史学家普遍认为法利赛犹太教是拉比犹太教的始祖。所有在第二圣殿被毁之后的规范化，主流犹太教在今天都认为自己是拉比犹太教的继承人，上溯至终，法利赛犹太教。
在前539年波斯人征服巴比伦，在前537年,犹太历史的波斯时期, 居鲁士大帝(或塞鲁士，聖經和合本譯作「古列」)允许犹太人回到犹太，重建圣殿(完成于前515年)。

### 希腊时期
在罗马统治的第一个十年，圣殿仍然是犹太人宗教生活的中心。犹太历史的希腊时期开始于前332年亚历山大大帝征服波斯。当他死于前323年，他的将军们分割了帝国。起初，犹太由埃及-希腊 托勒密统治，但在前198年，敘利亞-希腊塞琉古帝国在安条克三世时期奪取了猶大王國的控制權。
近东長久以來都是一個大都會，特別是希臘時間。在當地有多種語言通行，以致當時社會的通用語言是甚麼，到現在還有爭議。犹太人之間几乎可以肯定是說亞蘭語的；而希腊语在某程度上至少是商旅貿易的通用語，而事實上在地中海整個東部都通行。因此，歷史學家Shaye Cohen認為，當時猶太人聚居的地方，甚至連猶太教本身，都已經被希臘化了。在他的著作裡，他這樣寫：

### 哈斯蒙尼时期
虽然法利赛并不支持哈斯蒙尼王朝的扩张战争，或是对以东的强迫归化，但是当一个名叫以利阿沙的法利赛人在哈斯蒙尼总督约翰·赫坎纳斯的坐席上公开侮辱他时，法利赛与撒都该之间的冲突更加扩大化了。以利阿沙认为总督应该放弃他作为大祭司的职位，以回应并不可靠的传闻，即他的母亲在战俘期间生下他的。总督的回应是回避法利赛人。
在约翰·赫坎纳斯死后，他的小儿子亚历山大·乔尼亚斯自立为王，公开支持撒都该党，接受他们的圣殿礼仪。他的做法导致圣殿骚乱和短暂内战，并以对法利赛的血腥镇压告终。然而，临终前乔尼亚斯吩咐他的遗孀萨利姆·亚历山德拉与法利赛妥协。她的兄弟是西门·本·施塔，一个法利赛首领。約瑟夫斯证明萨利姆倾向于法利赛，法利赛的政治影响力在她的统治下变得十分壮大，特别是在犹太议会中，他们成为主导力量。
她的大儿子赫坎纳斯二世在她去世后寻求法利赛的支持，她的小儿子亚里士多布斯，寻求撒都该的支持。这导致了内战，直到公元前63年罗马将军庞培介入，攻陷耶路撒冷为止。
然而，有理由相信約瑟夫斯的记录对法利赛有过奖。他的报道称法利赛并没有掌权，直到女王萨利姆·亚历山德拉上台。因为約瑟夫斯是个法利赛人，所以他的记录可能虚构了历史以提升法利赛人在哈希芒王朝时的地位。
之后的记录如《密西拿》和《塔木德》记录了拉比的统治，有些被认为是法利赛人，包括献祭，圣殿仪式，民事侵权，刑法和行政。在他们的时代，法利赛对民众的影响十分巨大，他们在犹太律法上被广泛认为是权威的。

### 罗马时期

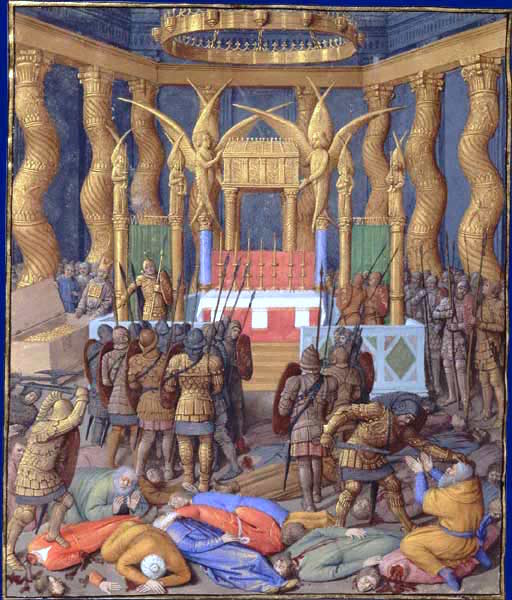
庞培的羅馬軍隊攻占耶路撒冷圣殿，让·福柯著

根据約瑟夫斯，法利赛人曾面见前三头同盟之一的庞培，请求他干预并恢复犹太的宗教祭祀，取消犹太人对哈希芒的效忠("Ant." xiv. 3, § 2)。他们认为庞培对耶路撒冷圣殿的亵渎是撒都该执政失败所导致的天谴。庞培废王，立赫坎纳斯为大祭司、摄政王，在公元前63年终止了对圣殿山的围攻。6年后，何坎纳斯的政治势力被剥夺，羅馬叙利亚行省总督通过赫坎纳斯的以土买助理安提帕特施行摄政，后又通过安提帕特的两个儿子法西勒（控制犹大的将军）和希律（控制加利利的将军）。公元前40年，亚里士多布斯的儿子安提柯一世推翻了何坎纳斯的统治，自立为王并大祭司，希律逃回罗马共和国。在罗马，希律向马克·安东尼、屋大维寻求支持，得到罗马元老院对其王权的认可，并对哈希芒王朝的亡覆进行了确认。根据約瑟夫斯，撒都该党对希律的敌视，导致后者偏袒法利赛党 ("Ant." xiv. 9, § 4; xv. 1, § 1; 10, § 4; 11, §§ 5–6).。希律的统治被人厌恶，被视为羅馬帝國傀儡政权。虽然希律修复并扩建了第二圣殿，但是他对家族并哈希芒遗留的残暴让人更加令人唾弃。根据約瑟夫斯，法利赛党最终反对希律，并遭到他的残酷镇压 ("Ant." xvii. 2, § 4; 6, §§ 2–4)。大希律王将波伊提乌家族提升为大祭司，重整撒都该教派，法利赛党便再次视其为敌人("Ant." xviii. 1, § 4)。在罗马统治的第一个年代，圣殿成为犹太人精神生活的中心。根据律法，犹太人必须一年三次到耶路撒冷朝圣，献上祭品：逾越节、五旬节、住棚节。同撒都该人一样，法利赛人对政治并不热衷，他们按照自己的方式进行研习、传授、敬拜。在这个时期，撒都该与法利赛在神学上产生重大分歧。法利赛党和艾塞尼党都相信，并鼓吹在圣殿之外依然有神圣性的存在。

### 从政党到派别
一直以來，根據紀錄，只有在公元62年時就任大祭司的亞那是撒都該人，但有些學者基於憶測，認為整個猶太公會都由撒都該人佔主流。然而，他們的權力被大大縮減，以致在羅馬帝國統治期間，撒都該人普遍被認為只是一個教派，而不是一個政黨。同樣地，法利賽人在政治上很低調，一直都依照他們獨自的方式去學習、教導和崇拜。雖然法利賽人受歡迎和受尊重，他們在政治上並沒有權力。相反地，他們只有游說的權力。
但根據Jacob Neusner，這是一個扭曲了的觀點。他認為，有兩個地方可以看出法利賽人和撒都該人在根本上的分別。首先，對於以下來自出埃及記第19章3-6節的段落，在中文和合本聖經的翻譯如下：
3 摩西到　神那裡，耶和華從山上呼喚他說：你要這樣告訴雅各家，曉諭以色列人說：
4 我向埃及人所行的事，你們都看見了，且看見我如鷹將你們背在翅膀上，帶來歸我。
5 如今你們若實在聽從我的話，遵守我的約，就要在萬民中作屬我的子民，因為全地都是我的。點
6 你們要歸我作祭司的國度，為聖潔的國民。這些話你要告訴以色列人。
但法利賽人會對這段文章按其字面意思而解釋。又或者，在舊約圣經裡的瑪加伯下卷第2章17節的這段文字：
17 天主既然拯救了自己的全體百姓，又把產業、國家、司祭職和祝聖禮交給了自己所有的人，
可以更清楚的表達了他們的理解。
其次，法利賽人相信摩西從天主承傳下來的不只是一部法典，而是兩部。第一部法典是書面的法典，也就是摩西五經，這是法利賽人及撒都該人都承認的。不過，法利賽人認為還有第二部法典，是一代接一代只從口頭承傳，沒有紀錄下來的，它包含了各種口述的律法及傳統。既然是摩西直接從天主那裡承傳的，就是神的話，也不存在耶穌指責法利賽人的說法，用人的律法取代了神的律法了。

### 圣殿被毁和第二圣殿时期的结束
根据历史学家沙耶·科尹，在第二圣殿被摧毁的三个世代之后，绝大多数犹太人认为在他们有生之年或是可预见的未来，圣殿不会再次重建。犹太人遇到了一个艰难而深远的问题：
- 如何在没有圣殿的情况下赎罪？
- 如何解释起义所带来的灾难？
- 如何在后圣殿、罗马化的世界中生活？
- 如何将现在与过去的传统联系起来？

虽然他们给予圣殿极重要的地位，虽然他们支持巴·柯世巴的起义，对于绝大多数犹太人来说，法利赛对犹太律法解释成为普通人可以在他们日常生活中参与到神圣事工以回答上述四大挑战的途径。他们的回应成为拉比犹太教。
在第二圣殿时期，犹太人分裂成为派系，法利赛人成为众多派系中的一个，也是政党。每个派系都认为自己是真理的垄断者，并禁止不同派系之间的通婚。不同派系的成员仍然这么做了，并彼此辩驳为什么自己是对的，尽管并没有关于这种派系辩驳的重要、可靠的记录。在第二圣殿被毁之后，这些派系分裂遂即结束。拉比们避免使用“法利赛”一词，可能因为它老是被非法利赛人使用，或是因为它包含明显的派系倾向。拉比们宣称对所有犹太人拥有领导地位，并在礼拜中加入birkat haMinim，一种祷告词：“哦，我主赞美你，是你击败了敌人，消灭了他们的骄傲”。这被认为是反对其它派系或是派系主义。但是，它并没有解决对律法解释的争辩；反而，它将派系之间的争辩引入了拉比犹太教内部。法利赛对学术思辨只是其自身价值，而不是希望引起派系争辩。这成为拉比犹太教的定义性特点。
如此，法利赛辩解道所有以色列人都应该成为祭司，拉比辩解道所有以色列都应该是拉比：“拉比进一步向将所有犹太社区变成学院以将正本律法研习并保留... 救赎在于将全以色列“拉比化”，就是说，全犹太人都成为了启示或律法的化身时，才是天堂完美的映像。
拉比时代被划分成为两个时期。第一个是坦拿时期（亚拉姆语就是“重复”；亚拉姆字根TNY等同于希伯来字根SNY，就是《密西拿》。因此坦拿就是“密西拿教师”），贤哲重复并传授口传律法。这一时期，拉比完成了经典《塔纳赫》的整理编订，有200个犹大·哈纳斯一起将塔纳赫判决和传统编订成为《密西拿》，即拉比们认为的口传律法(虽然一些在《密西拿》中提到贤哲是在第二圣殿被毁之前就有的法利赛人，或是在巴·柯世巴起义之前，但大多数贤哲被认为是生活在起义之后）。
第二个是阿莫拉米时期（亚拉姆语“讲述”），拉比和他们的学生们继续就律法问题辩驳，讨论《圣经》的意义。在巴勒斯坦，这些辩驳发生在重点学院，如太巴列、凯撒利亚和瑟弗洛斯。在巴比伦，这些辩驳主要发生在尼赫底、普培帝它和苏拉等地的重点学院。这些研习和辩论在犹太法典发展是达到了顶峰，对精到的《密西拿》和拉比辩论的记录，故事和批判，在巴勒斯坦400年时，巴比伦500年时被编订。
拉比犹太教最终成为标准，其实今天许多人将拉比犹太教简称为“犹太教”。然而，雅各·尼斯诺声称阿莫拉米在社区内并没有最终力量。他们只是当犹太人被罗马或是伊朗（帕提亚或是波斯）帝国统治时出现。这些帝国将每日运作交给了犹太当局自己：在罗马巴勒斯坦是通过继承长老的职位（同时也是议会的主席）;在巴比伦是通过继承拉什·古拉他职位，即“流放首脑”，或“流放长老”（他会任命拉比学院的院长）。根据尼斯诺教授：
在当时拉比们的“犹太教”既不是普通也不是标准，描述性地说，这个学派不能被称为“精英”。无论他们对未来的期望或是对现实的抱负是什么，拉比们，虽然有权有势，但是只是一小撮儿人群，寄希望于既不通过政府支持，也不用强迫的方式来进行统驭。
从尼斯诺的观点来看，拉比的计划，即记录在《塔木德》中，并不是对现实世界的反应，而是拉比们所期望的景观。
然而，根据S.巴朗的观点，存在一种“人们自愿地遵守拉比的领导。”虽然拉比们缺乏执行律法的能力，如“鞭刑，重罚，仅有一种复杂的驱出教会的方式来维持他们的权威。”事实上，拉比从拉什·古拉他那里得到更多的权利，直到最后R' 阿什期间得到巴拉纳的地位，从那时起，继承位犹太宗主，并与其它两个拉比一起组成官方代表面见国王亚兹德嘉德。安默拉（和塔纳）拉夫是最后一任帕提亚国王的私人朋友，什木尔是波斯国王沙普尔一世的近交。因此拉比们拥有相当的“强制”权利，人们也似乎愿意服从拉比的领导。

## 从法利赛人到拉比
在犹太-罗马战争之后，革命派如奋锐党被罗马镇压消亡（最后的奋锐党人于73年马察达离世）同样地，依附圣殿的撒都该党在公元70年第二圣殿被毁的时候也消失了。艾塞尼党也消失了，也许是因为他们的教条偏离时代，或许他们在古木兰被罗马擒拿了。
在所有主流的第二圣殿派系中，只有法利赛党幸存，他们对全体犹太人的教导代替了圣殿崇拜。这种教导在仪式之外延伸。根据阿福特中经典的米德拉什D'拉比拿逊(4:5):
“圣殿被毁了。我们再也看不到它的辉煌了。但是拉比约书亚看过。一日，当他回首圣殿遗址时，他泪流满面。“呜呼哀哉！这是为全以色列赎罪的仪式之地，如今却成了废墟！”而拉比约哈纳·本·泽卡安慰他：“我儿不要忧伤了，虽然圣殿被毁了，这里另有救赎之道。我们必须通过爱和行善来得到仪式性的赎罪。”
在圣殿被毁之后，罗马通过在凯撒利亚的行政长官来控制犹大，征收犹达斯税。约哈纳·本·泽卡，一个法利赛领袖，被任命为大长老（希伯来文 Nasi 也代表国王或是主席），他在雅弗尼重建犹太议会，（参见尼亚会议），并通过法利赛党来控制。代替向圣殿缴纳祭祀与牺牲的什一税，拉比责令犹太人捐助慈善。他们进而要求所有犹太人都在当地教堂礼拜，因为律法是“雅各集会的遗传。”(《申》33: 4)。
在第一圣殿被摧毁之后，犹太人相信上帝会原谅他们，让他们重建圣殿。这一事件在三个世代内真的发生了。在第二圣殿被毁之时，犹太人思考重建是否可以再次发生。132年，当皇帝哈德良威胁要将耶路撒冷建成一个外邦城池 -- 埃利亚·卡皮托林，以祭祀朱庇特时，一些犹太议会的贤哲支持了西门·巴·库什巴的起义（后被称为巴·库什巴），后者建立了一个短暂的独立国家，并被罗马与135年攻陷。这次失败使得犹太人对圣殿重建的希望破灭，但是第三圣殿依然成为犹太信仰中的基石。
罗马禁止犹太人进入耶路撒冷(禁食日除外)，禁止任何重建圣殿的打算。罗马干脆把犹大直接作为了一个省，更名为叙利亚巴勒斯坦那，将耶路撒冷更名为埃利亚·卡皮托林。罗马最终将犹太议会进行了改革，让犹大·哈纳斯进行领导（他自称是大卫王的后裔）。他们确立了“纳西”世袭，犹大的儿子同时成为长老并犹太议会的首领。

## 原则和价值观
法利赛最初的价值观来自于他们与撒都该的派系辩驳；之后他们趋向于内部、非派系辩驳，包括在没有圣殿时、被流放时律法如何适用于日常生活，直至与基督教的冲突。这标志着法利赛党向拉比犹太教的转变。

### 信仰
法利赛价值观是非信经、非教条、异质性的。没有关于拉比论述的单本经典，《密西拿》与《塔木德》致力于神学思辨：包括对犹太律法的解释，贤哲轶事及其价值。《密西拿》中只有一章涉及神学问题：它断言了三种人不会在“来世”得拯救：不信复活的、反对律法神圣性的、伊壁鸠鲁学派的（不相信人生受到神圣监察）。另一些经文则反应了不同的核心理念：通常，一个犹太人会牺牲任何律法以拯救生命，但是议会法案74a要求犹太人通过殉道的方式来避免拜偶像，谋杀或是奸淫。（犹大·哈纳斯则称犹太人必须“在最小的宗教事务上与最大的用同样的功，因为你不知道什么样的作为会获得什么样的奖赏。”这暗示了所有律法具有相同的重要性。）对比基督教，拉比并不很在乎弥赛亚，关于弥赛亚的主张或是律法重要性的次序。

### 一神论
与大众犹太人一样，法利赛的核心信仰是一神论。相关证据如在圣殿或是教堂中诵读从律法书中节选出来的祷告集合《施玛篇》。《施玛篇》的起头是：“以色列要听，主是我们的神，主是唯一的。”根据《密西拿》，这些在篇章在圣殿中诵读时，会伴随着一天两次的塔米德献祭：那些流亡的，无法来到圣殿的犹太人，在家中的聚会上进行祷告。根据《密西拿》与《塔木德》，聚会召集人要求在犹大的和流亡的犹太人一天祷告三次（早中晚），包括早晚诵读这些经文（早"Shacharit"，晚"Ma'ariv"）。

### 智慧
法利赛智慧被编订成为《密西拿》中的一章“Pirkei Avot”。法利赛的态度可能在生活在公元前1世纪末“长老希勒尔”故事中最能体现出来。一个外邦人有一次用一只脚站着挑战贤哲的律法。希勒尔反驳他“己不所欲勿施于人，这就是律法的全部；剩下的就是解释 -- 去研习吧。”

### 自由意志与预先注定
根据約瑟夫斯，撒都该人相信人具有绝对自由意志，艾塞尼人认为人生是被预先注定的，而法利赛人则认为人具有自由意志，但上帝同时预知其结局。这可以从Pirkei Avot 3:19看到“拉比阿卡伊瓦说：所有的都预见了，但是选择确是自由的。”根据約瑟夫斯，拉比更进一步地将撒都该人区分出来，就是对复活的信仰。
約瑟夫斯着重写这些区别可能是因为他在写给外邦读者，而关于宿命与来世在希腊哲学中十分重要。其实，重建第二圣殿时代法利赛神学极为困难，甚至是不可能，因为犹太教本来就是非信经式的，也就是说，没有一定的教条或是正统信条来要求所有犹太人必须信仰。当描述背教者（不遵循传统的犹太人），或皈依犹太教（根据传统行割礼）时，約瑟夫斯自己强调律法而非信仰。事实上，不同犹太教派别的重大分歧在于律法的三个方面：婚姻，安息日和宗教节日，圣殿和洁净。对于这些和相关方面律法方面的辩论相对于其它教条信条来说定义了犹太教。

### 来世
不同于撒都该人，法利赛相信在未来，即弥赛亚时代的复活。法利赛相信肉体复活的字面解释。

### 祭司国度
从根本上来讲，法利赛将犹太教带出了圣殿之外，在世俗生活中应用犹太律法来洁净世界。 这是一种共享参与（或更加民主）的犹太教，就是说祭祀不是由继承而来的祭司，而是所有成年的犹太个体或群体来，他们的领导人不是由出生，而是由学术成就来决定的。从总体上而言，法利赛强调献身社会公义，相信四海之内皆兄弟，相信犹太国家复兴，并且最终为全人类。跟进一步，他们相信这些可以通过哈拉卡（“走路，或如何走路”），通过研读圣典衍生的一部犹太圣法。这种信仰使得他们既要兼顾宗教与世俗，研习与学术。
很多包括学者在内的人，将撒都该视为字面解释律法的教派，而法利赛的解释则是更加变通。R' 耶史克·艾萨克·哈勒维认为这根本不是宗教问题。他认为在哈希芒执政时期完全抛弃犹太教是不可能的，如此，希腊主义者坚持他们抛弃的不是犹太教而是拉比律法。因此，撒都该实际上是一个政党而非宗教派系。然而，根据雅各·尼思诺，这种观点也是扭曲的。他认为律法中有两点可以根本地区分法利赛与撒都该。第一，法利赛相信更广和字面的《出埃及记》(19:3–6)的解释“你将是我在所有人中的财产；因为土地是我的，你将会是我的祭祀与神圣国度。”和《马加伯下》 (2:17):“上帝赋予子民的财富，国度，祭祀与神圣。”
法利赛相信这些所有以色列的子民都是祭祀的观点在律法的其它部分都有呈现，如，律法自己就将以色列所有人都囊括在祭祀的范围之内(《出埃及记》19: 29–24; 《申命记》6: 7, 11: 19; comp. 31: 9;《耶利米书》2: 8, 18:18)。
跟进一步说，律法已经为所有以色列人铺垫了祭祀性的生活: 对于不洁净食物的清规本来是给祭司用的，但最后对全民有效(《利未记》11; 《申命记》14:3–21); 为吊念死者而禁止切肉(《申命记》14: 1–2, 《利未记》19: 28; comp. Lev. 21: 5). 法利赛认为所有世俗犹太人，而不仅仅是在圣殿中的犹太人和祭司，都应该遵守律法和洁净的仪式。

### 口传律法
法利赛人相信在撒都该和法利赛都承认的摩西书面律法之外，仍存在另一部律法，包括上帝对摩西口传的律法和遗传，通过摩西及其继承人记忆并代代相传。口传律法将书面律法解释并复杂化，法利赛相信神圣经文本身并不完全，因此也无法理解。
《塔木德》贤哲们相信在西奈山上口传律法也同时向摩西显现，这导致拉比之间的争议。因此，有人认为“口传律法”不是一个固定经文，而是上帝积极参与的并正在进行的解析与辩论模式。它是在西奈显现的正在进行的过程，通过参与这个进程拉比和它的学生可以积极参与到上帝正在进行的启示。
正如雅各·尼斯诺所解释的，法利赛学派和拉比是神圣的“因为这些人通过研习律法、追随师父的教诲而变得神圣。通过这样，他们活出天堂的样式，律法被认为是按照“上帝的形象”而设立，在西奈山上公布出来的，并交给了他们自己的老师... 如果师父和徒弟都遵守摩西“我们的拉比”的神圣教诲，那么我们的社会，学派，将在地上复制天上的学院，就如同徒弟将自己塑造成天上摩西“我们的拉比”的形象。拉比相信摩西是（而且弥赛亚也将会是）一个拉比，上帝就是经匣，天庭会像地上一样研习律法，甚至辩驳同样的问题。这些信仰在今天看起来像是拉比将价值向天堂的映射，而拉比则相信他们自己才是天堂在地上的映射。拉比因此认为他们在地上研究律法，正如上帝、天使和摩西“我们的拉比”在天上那样。天上的学者对于巴比伦的学术辩论更加清楚，所以他们要求拉比般关于洁净诫命的信息。
拉比们这种致力于将宗教通过律法带入世俗生活使得有些人（特别是圣保罗和马丁·路德）认为法利赛在第二圣殿期间较之其他派系来说更加律法化。《福音书》的作者所描绘的耶稣对一些法利赛人进行了严厉斥责（約瑟夫斯认为法利赛人并不是律法“最严格”的遵守者，他的意思是“最准确的”）应该更准确地说他们在另一方面更加律法化。
在一些地方上，法利赛价值观导致律法的扩展 —  比如，律法要求祭司在进圣殿前洗澡。法利赛就在安息日和节日宴席上洗澡（就是说，节日即“圣殿日”），并最终，在所有进食前都这么做。虽然，相对于撒都该来说，这看起来太费事儿了，而从另一方面来说，法利赛律法相对宽松。例如，犹太律法禁止人们在安息日从私宅往公共地区搬运东西。这条律法也禁止犹太人往朋友家赴安息宴时搬运餐盘。法利赛认为临近的屋子通过走廊和栅栏可以再法律上形成住户的联盟，因此在联盟的角度来讲，就是私人区域了。如此看来，人们可以从一个建筑向另一个建筑搬运任何东西。

### 创新与保守
《密西拿》源自阿福特和迈蒙尼德的《密西拿律法》入门，该书记录了一系列从摩西在西奈山到最后的阿摩拉并《塔木德》的编订者R’阿施。这个传统包括了对《圣经》中隐晦的句子进行解释（如：“好树的果实”对应的是香木缘而不是其它水果），对不能从摩西经文中衍生出来意思进行文字注释（《密西拿》与《塔木德》之间的冲突集中于注释上）和律法授权（如不洁净的食物吃多少才算有罪），以及在经匣中摆放经文的数量和次序等等。
当法利赛人看到时事的需要时，也会创新出一些具体律法。如防止对律法禁令的侵权（如不能将在安息日搬运棕榈树枝当做“将自己的东西带到公共场所”）被称为葛泽洛特. 在普林节读《以斯帖记 》，在光明节点烛灯都是拉比创新。很多律法体系也是根据“贤哲通过逻辑思辨和习俗继承而建立的。”还有吃饭前祝谢，诵读犹太主祷词等。这些都被称为塔卡诺特。法利赛根据他们的权威来创立这些：“....根据他们告诉你的这些... 根据他们指示你的这些。根据律法他们要求你和根据审判他们对你说，你应该如此做，你应该去做，你不能偏离他们要求你的，既不左也不右”(《申命记》17:10–11) (见《塔木德》百科条目"Divrei Soferim")。
一个很有趣的玩笑解释，亚伯拉罕·盖革认为撒都该是死守古哈拉卡，而法利赛则更愿意根据时代变化而发展它。然而，伯纳德·李福的“卡拉派哈拉卡”反驳了李福的很多证明。

### 律法研习与思辨
正如同具体律法一样，拉比认为律法研习与辩驳同样有价值。 《塔木德》贤哲相信当他们向学生教授口传律法时，他们在效法摩西，因为他向以色列传授律法及其价值。而且，拉比们相信“天庭也会像地上一样研习律法，甚至辩论同样的问题。”因此，关于辩论或反对律法中的某些含义，或是如何实践他们，拉比们不会觉得异议者是在拒绝上帝或是犹太教；反之，他真是通过与拉比们辩驳来效法或是荣耀上帝。
一些有关法利赛着重辩驳与分歧的标志是《密西拿》和《塔木德》，两者代表不同学派的观点。例如在第一世纪里，最主要的两个法利赛学派是希勒尔与煞买学派。在希勒尔去世的公元20年，煞买担任了犹太议会的主席直至公元30年去世为止。两贤哲的门徒在随后的几世纪中的辩驳占据了统治地位。虽然《塔木德》记录了煞买学派的思辨与立场，但希勒尔学派最终成为主宰。

## "法利赛人"和基督教

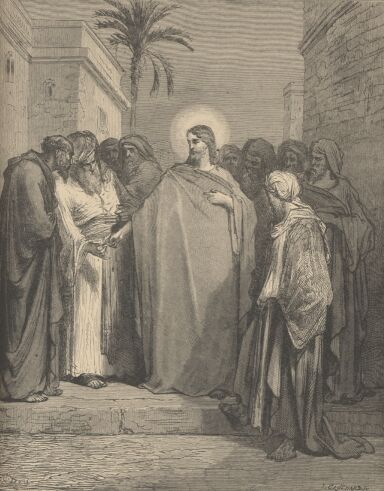
哥什塔夫·波尔：《耶稣与法利赛争辩》

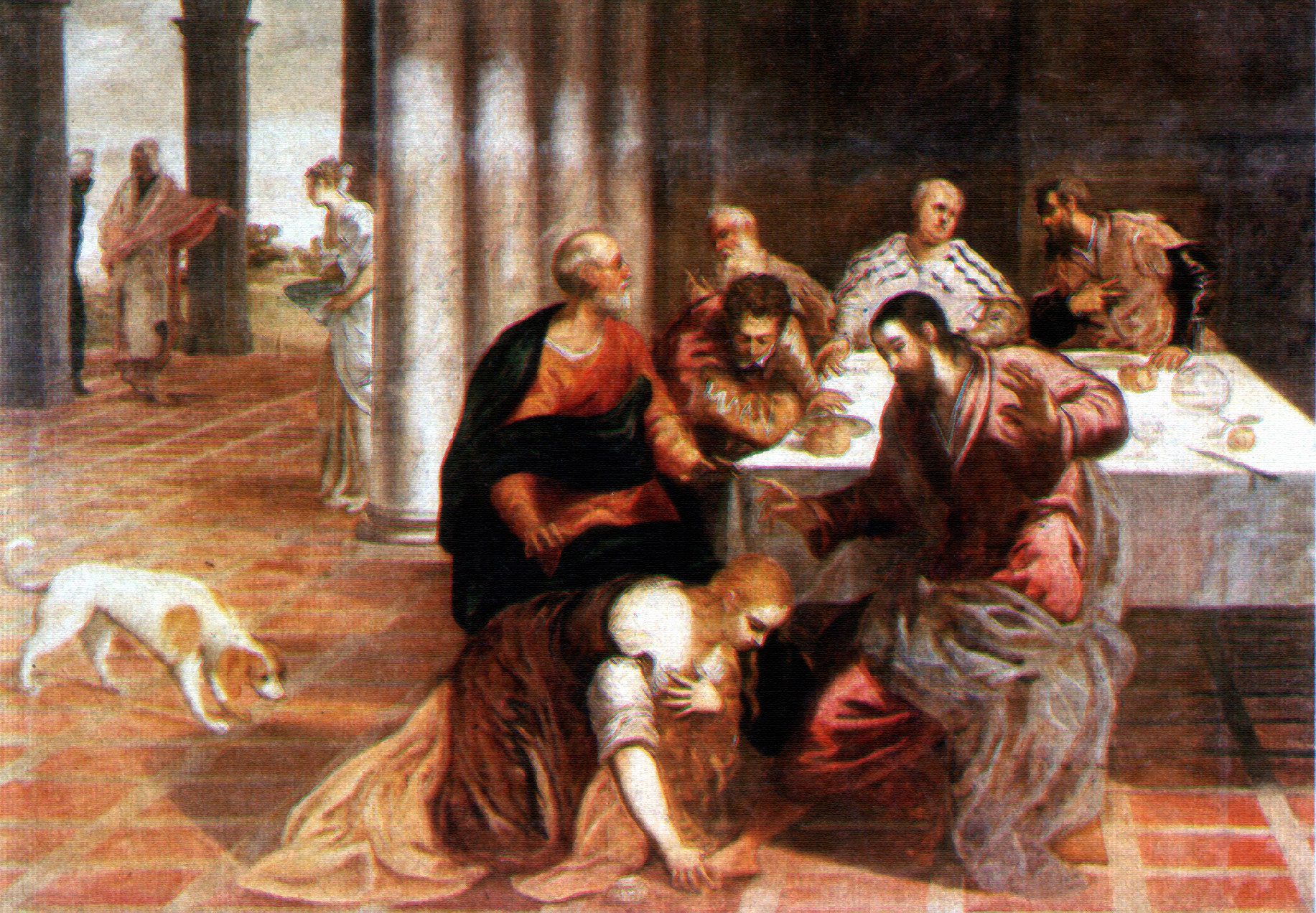
雅各伯·廷托勒托：《耶稣与法利赛列席》

在公元4世紀，當時基督徒把一批成書於公元60年到95年的文本集合，並確立為正典，就是今日我們使用的《新約全書》。它論述上帝與世人所立的新約，並透過事例說明了《聖經》論說的根本。在《新約全書》裡，當時佔主導地位的煞買派法利賽人經常都被描繪成耶穌基督在意識形態上的敵對者。因此，有學說認為：新約聖經所針對的，並不是整個法利賽派系，而只是針對派系內的某些人。而事實上，法利賽人群體內亦留意到他們中間一些不誠實的人，並把他們描述為「法利賽派系內的瘟疫」。
在新約裡有一個很重要的二元對立面，就是律法與愛。在《新約全書》裡，法利賽人被表達為一些執迷於人定的規條（特別是有關潔淨的規條，例如：怎樣洗手），但耶穌卻不斷強調上帝的愛；法利賽人對罪人輕藐，但耶穌卻去尋找他們。（特别是在尼哥底母唯一一次出现的《约翰福音》中，法利赛党被描述成为不团结、喜爱诡辩的人群）。因为《新约》常常将法利赛人描述成为自以为是的教条主义者（见对法利赛的谴责与教条主义（神学）），“法利赛”一词（及其衍生词：“法利赛性的”等）成为英语常用词汇，来形容伪善自大，并将律法教条凌驾于精神纲领之上的人。信仰法利赛--犹太教的犹太人至今觉得这种说法具有侮辱性，认为这是一种反犹主义。
还有的人认为耶稣自己也是个法利赛人，而他与法利赛党的辩驳只是一种形式而非根本教义的冲突（这种思辨被《塔木德》应用为寻求真理的一种方式、而非一种反对）。耶稣对邻里友爱的教训（见最大的诫命）与希列学派相符，耶稣对离婚的观点与煞買学派相符。
其他人将《新约》中的法利赛人当成了时代错位的讽刺。根据少数追随奥古斯都假说的学者，很多学者（包括基督徒和非基督徒）将基督教福音书的集合定位在公元70至100年左右，这是基督教从犹太教分离的时期（法利赛主义成为犹太教的主流派别）。这种观点并非是耶稣与法利赛和其他犹太领袖之间关系的准确描述，而是坚持《福音书》反映了早期基督教与法利赛教对犹太人领导方向的竞争与冲突，或是基督徒试图将自己从犹太教徒中分离出来，以显示他们对罗马人和外邦人更加温和 -- 这成为他们与法利赛党在教义上争议的一个重要因素。
经典争议包括耶稣治愈瘫子，而法利赛人视之为亵渎。故事中，耶稣对他不能赦罪的攻击进行了反驳，饶恕了刁难者，并医治了病人。基督教将医病的比喻解释成为人为的教诲使得法利赛人“瞎了眼、硬了心”，使得他们固执地（不像大众那样）拒绝接受耶稣的权威。如此，《新约》将耶稣作为法利赛式 -- 脱离经文的武断 -- 对待罪、残疾和疾病的态度的飞跃。然而，一些历史学家认为耶稣的行为与犹太信仰是相似、一致的，根据拉比们的记录，这对疾病、罪、和忏悔得医治是相似的。犹太人（根据艾德·帕里什·桑德斯）对《新约》的弃绝，法利赛人对医治疾病的批驳并没有在拉比文献中找到。其他辩驳包括：根据《新约》，法利赛想要对耶稣在安息日治好枯萎的手进行攻击。并没有拉比律法中定义耶稣触犯了安息日条例。
虽然《新约》批驳法利赛人洁癖，但拉比律法辩驳法利赛人不过是为清洁提供方式，以便重新参与崇拜。根据《新约》，许多法利赛人反对耶稣向贱人，如乞丐、税吏的传道，但是拉比律法其实强调宽容至极。的确，许多耶稣的教导，如登山宝训，与法利赛和之后的拉比教条相似。
一些学者认为《新约》中对法利赛最尖锐的批驳出现在公元70年希律圣殿被毁之间。在圣殿被毁后，只有基督教和法利赛党遗留下来，两者相互竞争一段时间后，法利赛党成为犹太教的主流。当犹太人不愿意接受耶稣为弥赛亚时（见耶稣遭弃绝），基督徒（即弥赛亚犹太人）转向了外邦人。考虑到希伯来旧约圣经，基督徒不得不解释为什么新信徒应该听他们的而不是非弥赛亚犹太人，并将自己与反抗罗马政权的犹太人划清了界限。如此，较之犹太人，他们所描绘的耶稣对罗马更加温和宽容。

## 卡拉教派与法利
在历史上与法利赛相对峙的一个教派是卡拉教派。根据法利赛人尼希米·戈登说的，如“不要遵守《塔纳卡》中给以色列人的日历”。更糟糕的是，当他们遵循这种日历时，法利赛人就“被巴比伦外邦宗教所影响”。在他们寄居巴比伦的时候，我们的祖先开始使用巴比伦月历名称，这在《塔木德》中有明确记载“月历名称从巴比伦而来”。（耶路撒冷《塔木德》，罗斯·哈沙那1:2 56d)
使得卡拉教派与法利赛更加对立的，是法利赛处理苏流与经匣的明显谬误：
- “卡拉们不是把苏流挂在教堂墙上吗？”“不，这是拉比的虚伪...”
- “但我认为卡拉把经匣放在他们两眼之间?” “这不是真的...”

与戈登就法利赛对卡拉教派的谬误主张相同的有阿夫罗·阿里-祖克·卡哈纳·哈克。例如：
“卡拉最常见的攻击之一，特别是来自拉比犹太教领袖的，是卡拉宗教与穆斯林信仰相似。对于我们这些卡拉信徒来说这是十分荒谬的，毫无道理，因为我们与《古兰经》没有任何关联，也没有把穆罕默德视为先知。”

## 脚注
1. ↑  固里·卡尔波夫译《新遗诏圣经》
2. ↑  Ernest Klein, Comprehensive Etymological Dictionary of the Hebrew Language
3. ↑  .   [2007-09-03]. （原始内容存档于2020-08-08）.
4. ↑  因為迦來特派使用拉比派的聖經為標準。
5. ↑  Jewishvirtuallibrary.org
6. ↑  Ber. 48b; Shab. 14b; Yoma 80a; Yeb. 16a; Nazir 53a; Ḥul. 137b; et al.)
7. ↑  马太3:1–7,路加7:28–30
8. ↑  使徒保罗自称是法利赛人见《使徒行传》26:5 9，23:6 9,《腓立比书》3:5 9
9. ↑  Ant. 18.9
10. ↑  《耶利米记》52:28–30
11. ↑  The Oxford History of the Biblical World, ed. by Michael D Coogan. Pub. by Oxford University Press, 1999. pg 350
12. ↑  见《尼希米记》8:1–18.
13. ↑  Cohen, Shaye J.D., From the Maccabees to the Mishnah. The Westminster Press, 1987, p. 159.
14. ↑  Ibid, p. 143.
15. ↑  This group is distinct from the Hasidism established in 18th century Europe.
16. ↑  Schwartz, Leo, ed. Great Ages and Ideas of the Jewish People
17. ↑  Babylonian Talmud tractate Bava Kamma Ch. 8
18. ↑  Encyclopedia Judaica s.v. Sadducees
19. ↑  Ant. 13.288–296.
20. ↑  Nickelsburg, 93.
21. ↑  Sievers, 155
22. ↑  A History of the Jewish People, H.H. Ben-Sasson, page 223: "Thus the independence of Hasmonean Judea came to an end;"
23. ↑  . 天主教思高聖經學會出版. （原始内容存档于2009-02-21）.
24. ↑  Cohen, Shaye J.D. 1988 From the Maccabees to the Mishnah
25. ↑   Neusner, Jacob Invitation to the Talmud: a Teaching Book (1998): 9)
26. ↑   Neusner, Jacob Invitation to the Talmud: a Teaching Book (1998): 4–5
27. ↑   .   [2015-01-14]. （原始内容存档于2007-09-27）.
28. ↑  Pecorino, Philip (2001). "Section 3. The Resurrection of the Body". Philosophy of Religion. Dr. Philip A. Pecorino. Retrieved 2007-09-13.
29. ↑  Dorot Ha'Rishonim
30. ↑  Neusner, Jacob Invitation to the Talmud: a Teaching Book (1998):40
31. ↑   Neusner, Jacob Invitation to the Talmud: a Teaching Book (1998): 8)
32. ↑  Josepheus. The Antiquities of the Jews. pp. 13.5.9.
33. ↑  See Zvi Hirsch Chajes The Students Guide through the Talmud Ch. 15 (English edition by Jacob Schacter
34. ↑  Neusner, Jacob Invitation to the Talmud: a Teaching Book (1998): 8
35. ↑  參看：Talmud Sotah 22b, Encyclopedia Judaica-Pharisees
36. ↑  "pharisee" The Free Dictionary
37. ↑  Michael Cook 2008 Modern Jews Engage the New Testament 279
38. ↑  H. Maccoby, 1986 The Mythmaker. Paul and the Invention of Christianity
39. 1 2  E.P. Sanders 1993 The Historical Figure of Jesus 213
40. ↑  E.P. Sanders 1993 The Historical Figure of Jesus 215
41. ↑  Paula Frederiksen, 1988 From Jesus to Christ: The Origins of the New Testament Images of Jesus
42. ↑  Michael J. Cook, 2008 Modern Jews Engage the New Testament
43. ↑  如《罗马书》11:25
44. ↑  《罗马书》13:1-8
45. ↑  Karaite FAQ
46. ↑  Yom Teru'ah
47. ↑  "Karaite FAQ"
48. ↑   "Karaite Accusations" on Hubpages